# Solveig Gladtved
Solveig Gladtved (... – 4 agosto 1951) è stata un'attrice norvegese.

## Filmografia
- Overfaldet paa postaapnerens datter, regia di Ottar Gladtvet (1913)
- Revolutionens datter, regia di Ottar Gladtvet (1913)